# Nem félünk a farkastól (dráma)
A Nem félünk a farkastól (eredeti cím: Who's Afraid of Virginia Woolf?) Edward Albee 1961-62-ben írott drámája. A darab magyar színházi bemutatóján Gábor Miklós és Tolnay Klári játszotta a főszerepet (1967, rendező: Lengyel György). Magyarul először az Európa Könyvkiadónál jelent meg a darab, Elbert János fordításában, az azonos című drámagyűjteményben, 1966-ban.

## A színdarab
A darab címe egy angol nyelvterületen ismert dalocskára utal, amely a Walt Disney-féle Három kismalac című rajzfilmben hangzik el („Who's afraid of the big bad wolf?” - Ki fél a nagy, gonosz farkastól?). Ezt a szereplők kissé megváltoztatva idézik, arra lehet következtetni, hogy az egyetemi kertipartin énekelte valaki így: „Who's afraid of Virginia Woolf?” – Ki fél Virginia Woolftól? Ez szójáték az angol írónő farkast jelentő vezetéknevével.
A magyar fordításban Elbert János egy másik ismert irodalmi személyiséget illesztett a dalba, így magyarul a szereplők ezt éneklik: „Nem félünk a farkastól, Goethe János Farkastól”.
Albee azt nyilatkozta a címről: „Leugrottam egy sörre egy éjjel, és láttam, hogy a mosdóban valaki szappannal ezt írta a tükörre: Who's afraid of Virgina Woolf?. A darab írása közben újra és újra beugrott ez a sor. És persze Virginia Woolf itt a nagy, gonosz farkast jelenti... ki fél a hamis illúziók nélküli élettől? Olyannak tűnt, mint az értelmiségiekre jellemző egyetemi vicc.”
A főszereplőket Albee egy ismerős házaspárról mintázta, nevüket pedig George Washingtonról, az Amerikai Egyesült Államok első elnökéről, és feleségéről kapták.
Martha és George középkorú házaspár. A férfi docensként történelmet tanít az egyetemen, a felesége az egyetem rektorának a lánya. Egy szombati összejövetel során Martha apja megkéri őket, hogy ismerkedjenek össze jobban az egyetem legújabb tanárával és feleségével. Részeg túlbuzgalmában Martha azonnal át is hívja őket magukhoz, a pár hajnali kettő körül érkezik. A társaság folyamatosan iszik, a társalgást pedig Martha és George állandó veszekedése uralja. Sértegetéseikhez olykor a másik házaspárt is felhasználják, de gyakran gúnyolódnak rajtuk is. A darab dialógusának egyes részei azt sugallják, hogy az illúzió és a valóság közötti határ képlékeny, állandóan változik. A darab végén a címbéli dalocskára utalva Martha azt mondja, ő fél a farkastól, azaz az illúzióktól mentes élettől.

### A szereplők
- George: Középkorú (negyvenes) férfi, történelmet tanít New Cathage egyetemén. Megkeseredett, házasságában megalázott, karrierje középszerű.
- Martha: 52 éves háziasszony, erőszakos, iszákos, elégedetlen. A New carthage-i egyetem rektorának a lánya. Állandóan piszkálja férjét sikertelensége miatt.
- Nick: 28 éves biológiatanár az egyetemen, volt sportoló. Önző érdekember.
- Honey: Nick felesége, 26 éves, ostoba lány. Rengeteg brandyt iszik, amitől gyakran lesz rosszul.

### Tartalom
|  | Alább a cselekmény részletei következnek! |

#### Kisded játékok
Martha és George egy késő éjjelig tartó házibuliról érkeznek haza, amit Martha apja, az egyetem rektora rendezett. Hajnali 2 óra van, Martha bejelenti, hogy még meghívta magukhoz az egyik új tanárt és feleségét. Apja kérése volt, hogy barátkozzanak össze velük. Martha rendet csinál, és az esti dalocskát énekli: "Nem félünk a farkastól, Goethe János Farkastól". Kicsit sértegetik egymást, de egyelőre játékosan. Amikor csöngetnek, George figyelmezteti a feleségét, hogy ne hozzon szóba egy bizonyos dolgot, ezt Martha nem veszi komolyan.
Megérkeznek a vendégek: Nick, az egyetem új tanára, és a felesége, Honey, egy fiatal, hebehurgya lány. George és Martha szinte csak sértő és gúnyos hangon szólnak egymásról és egymáshoz. A párt sem kímélik, George gúnyolódni kezd a fiatal lányon, a férfiben pedig nyilvánvalóan vetélytársat lát, ehhez mérten goromba vele.
Szóba kerül Martha apja, akit George kivételével mind dicsérnek. Martha szerint megéri a rektor lányát elvenni, George szerint nem annyira. Honey rosszul lesz, Martha kikíséri a mosdóba, de előtte megkéri a férjét, hogy ne huzakodjon Nickkel (akinek a neve egyébként nem hangzik el a darab során), George pedig Marthát kéri, hogy ne fecsegjen arról a dologról. A férfiak tovább beszélgetnek. George ellenségesen kérdezgeti a fiatal férfit, mire a fiatal tanár el akar menni, de George visszatartja. Nick azt mondja, nem szeretné beleártani magát mások viszonyába, mire George azt feleli, hogy a zenés ágyfoglalás itt egyetemi sport. Nick kérdésére, hogy George-éknak van-e gyereke, George kitérő választ ad. Kiderül, hogy Nick mégsem a matematika tanszéken van, ahogy Martha tudta, hanem biológus. George kifejti, hogy Nicknek biztosan sikerül majd, ami George-nak Martha akarata ellenére sem: átvenni a tanszékét.
Honey visszatér a mosdóból, és elmondja, hogy Martha mesélt neki a fiukról, hogy másnap lesz a születésnapja, amikor is hazalátogat. Erre George magában szidja Marthát, játékrontónak nevezi. Időközben Martha kihívó ruhát vett magára, leginkább Nick kedvéért. Folytatódik a házigazdák csipkelődése, Martha felváltva szidja a férjét, és hevesen dicséri Nicket. George kimegy a kamrába, és egy puskával tér vissza. Hátulról megcélozza neje fejét, de amikor meghúzza a ravaszt, csak egy esernyő ugrik elő a puska csövéből. Marthának tetszik a dolog, és csókot kér George-tól, amit meg is kap, de amikor a férfi kezét a mellére húzza, az elhúzódik.
Honey rákérdez Martháék fiára. Martha nem akar erről beszélni, George kikényszeríti belőle, de még a fiú szeme színében sem tudnak megegyezni. Martha elmeséli, hogy ismerkedtek meg George-dzsal, a tervét, hogy férjét apja segítségével az egyetem élére juttassa, és a terv kudarcát. Hogy ne hallja az asszony szidalmait, George Honeyt kezdei forgatni, közben a farkasos dalt énekli. A lány rosszul lesz, és kiszalad. Martha kimegy utána.
A férfiak magukra maradnak, és tovább beszélgetnek. Szóba kerülnek a feleségek, Martha mint nagyivó, és Honey, aki állandóan hány. Nick elmondja, hogy azért vette el Honeyt, mert teherbe esett, de kiderült, hogy csak álterhesség volt, az esküvő után a hasa lelappadt. Nick apósa pedig utazó prédikátor volt, aki sok pénzt gyűjtött, és nagy hozományt adott Honeyval.
George elmeséli egy élményét egy barátjával, aki véletlenül lelőtte az anyját. Ezzel a fiúval és egy társasággal ment egyszer kocsmázni, ahol is a gyilkos fiú "takonyakot" (burgin) rendelt, és az egész bár ezen nevetett. Ezt az estét George élete legszebb napjának nevezi. A fiúról még kiderül, hogy tanulóvezetőként balesetet okozott, ezzel apja halálát okozta.
George kihúzza Nickből, hogy a fiatal férfi hogyan akar érvényesülni az egyetemen a régi tanárok feleségein keresztül. George bevallott ellenségessége dacára azt tanácsolja a férfinak, hogy ne ragadjon le az egyetemi intrikákban, de az nem hallgat rá.

## A dráma magyarországi bemutatói
1963-ban Lengyel György be akarta mutatni meghívott vendég rendezőként a Nemzeti Színházban, viszont a próbák abbamaradtak, így végül az előadásra nem került sor (a szereplők ekkor Major Tamás, Olthy Magda, Tímár Éva, Gelley Kornél lettek volna).
1967-ben Lengyel György újra megpróbálkozott a darab bemutatásával, ezúttal a Madách Színház Kamaraszínházában, ahol már sikerült bemutatni a darabot (Gábor Miklós, Tolnay Klári, Linka György, Vass Éva játszották a szerepeket).
1978-ban a Szolnoki Szigligeti Színházban Paál István rendezésében adták elő a darabot (Végvári Tamás, Margitai Ági, Pogány György, Szoboszlai Éva játszották a szerepeket).
1984-ben a nyíregyházi Móricz Zsigmond Színházban mutatták be a darabot Kapás Dezső rendezésében (Bárány Frigyes, Szabó Tünde, Sinkovits-Vitay András (utóbbi ekkor még Vitai András néven), Hartmann Teréz játszották a szerepeket)   

1984-ben egy másik színházban, a budapesti Nemzeti Színházban is sor került a darab bemutatására Mrsán János rendezésében (Gábor Miklós, Vass Éva, Sára Bernadette, Trokán Péter játszották a szerepeket).
2006-ban a Szolnoki Szigligeti Színház a Szobaszínházban mutatta be a darabot Szabó Máté rendezésében (Karczag Ferenc, Sztárek Andrea, Dévai Balázs, Sárvári Diána).
2016-ban a Centrál Színház mutatta be a darabot Puskás Tamás rendezésében (Básti Juli, Rudolf Péter, Ágoston Katalin, majd Pálfi Kata és Schmied Zoltán játszották a szerepeket).

## Filmfeldolgozás
Nagy sikerű film készült belőle 1966-ban Elizabeth Taylor és Richard Burton főszereplésével, Mike Nichols rendezésében. Az azonos című alkotást 13 kategóriában jelölték Oscar-díjra, ezek közül ötöt meg is nyert. A két főszereplő magyar szinkronhangja Ruttkai Éva és Kállai Ferenc.